# Jean-Pierre Jeunet
Jean-Pierre Jeunet, francoski filmski režiser, * 3. september 1953, Roanne, Francija.
Jean-Pierre Jeunet je avtodidakt, za njegove filme pa so značilni skurilni liki in izjemna vizualna nota. 
Svoj prvi celovečerni film je posnel v sodelovanju z Marcom Carojem. Delicatessen je postal kultni film. Že v osemdesetih letih sta Caro in Jeunet posnela več kratkih filmov, glasbenih spotov in reklamnih oglasov. 
Po Le cite des Enfants perdus je bil Jeunet izbran za režiserja četrtega dela Osmega potnika. V tem filmu Jeunetov stil ni prišel prav do izraza. Le-ta se je vrnil s filmom Le fabuleux destin d'Amelie Poulain, njegovo do sedaj največjo uspešnico. Leta 2004 je z isto glavno igralko posnel še Un long Dimanche de Fiancailles.
Jeunet velja za relativno počasnega režiserja, ki se zelo osredotoča na detajle in izvirnost svojega dela. Za produkcijo enega filma potrebuje praviloma več let. Med njegove priljubljene igralce spadajo Jean-Claude Dreyfus, Dominique Pinon in Audrey Tautou.

## Filmi (izbor)
- 1991 - Delicatessen
- 1995 - La Cité des enfants perdus
- 1997 - Alien: Resurrection
- 2001 - Le Fabuleux destin d'Amélie Poulain
- 2004 - Un Long Dimanche de Fiançailles

### Kratki filmi
- The Escape (1981)
- The Merry-Go-Round
- The bunker of the last gunshots
- No peace for Billy Brakko
- Things I like, things I hate
- December 25, 1958, 10:36 PM (1992)